# Moritz Voigt

Moritz Voigt

Moritz Voigt (* 10. September 1826 in Leipzig; † 6. November 1905 ebenda) war ein deutscher Jurist.

## Leben
Voigt lernte bis 1845 an der Thomasschule zu Leipzig. Er studierte von 1845 bis 1852 Rechtswissenschaften an der Universität Leipzig und war dort Mitglied des Corps Saxonia. 1852 promovierte er mit der Dissertation De fetialibus populi Romani quaestionis specimen zum Dr. jur. 1853 habilitierte er sich mit dem Thema De causa hereditaria inter Claudios Patricios et Marcellos acta, quam commemorat Cic. de orat. I, 39.
1853 ließ sich Voigt als Rechtsanwalt und Notar in Leipzig nieder. Von 1853 bis 1862 war er Privatdozent für Römisches Recht, von 1862 bis 1876 außerordentlicher Professor und von 1876 bis 1894 ordentlicher Honorarprofessor in Leipzig. Zudem war er seit 1871 Mitglied in der Königlich Sächsischen Gesellschaft der Wissenschaften zu Leipzig. In deren Abhandlungen und Berichten veröffentlichte er zahlreiche Schriften. Er behandelte das römische Recht vorzugsweise von seiner historischen und antiquarischen Seite.
Moritz Voigt war von 1870 bis 1871 Sektionsvorsitzender der Sektion Leipzig des Deutschen Alpenvereins (DAV).
Voigt war Ritter des Albrechts-Ordens und des Zivilverdienstordens von Sachsen.
Er wurde in der I. Abteilung des Neuen Johannisfriedhofs beerdigt.

## Werke
- Die Lehre vom jus naturale, aequum et bonum und ius gentium der Römer (4 Bände, Leipzig 1856–75)
- Drei epigraphische Konstitutionen Konstantin des Großen (Leipzig 1860)
- Über die condictiones ob causam (Leipzig 1862)
- Die lex Maenia de dote vom Jahre 568 der Stadt (Weimar 1866)
- Über das legis regiae (1876/77)
- Über die Clientel und Libertinität (1878)
- Über das Vadimonium (1881)
- Die XII Tafeln (2 Bände, Leipzig 1883, Digitalisat)
- Römische Rechtsgeschichte (2 Bände, Leipzig und Stuttgart 1892–99)
- Römische Privataltertümer, in: Iwan von Müller (Hrsg.): Handbuch der Altertumswissenschaft, 2. Auflage, München 1893